# Autumn Classic International de 2017
Autumn Classic International de 2017 foi a quarta edição do Autumn Classic International, um evento anual de patinação artística no gelo organizado pelo Skate Canada, e que fez parte do Challenger Series de 2017–18. A competição foi disputada entre os dias 20 de setembro e 23 de setembro, na cidade de Montreal, Quebec, Canadá.

## Eventos
- Individual masculino
- Individual feminino
- Duplas
- Dança no gelo

## Medalhistas
| Evento                        | Ouro                                   | Prata                                  | Bronze                                      |
| Sênior (Challenger Series)    |                                        |                                        |                                             |
| Individual masculino detalhes | Javier Fernández · Espanha             | Yuzuru Hanyu · Japão                   | Keegan Messing · Canadá                     |
| Individual feminino detalhes  | Kaetlyn Osmond · Canadá                | Mai Mihara · Japão                     | Elizabet Tursynbaeva · Cazaquistão          |
| Duplas detalhes               | Vanessa James · Morgan Ciprès · França | Meagan Duhamel · Eric Radford · Canadá | Julianne Séguin · Charlie Bilodeau · Canadá |
| Dança no gelo detalhes        | Tessa Virtue · Scott Moir · Canadá     | Kaitlyn Weaver · Andrew Poje · Canadá  | Piper Gilles · Paul Poirier · Canadá        |
| Júnior                        |                                        |                                        |                                             |
| Individual masculino detalhes | Eric Liu · Canadá                      | Beresford Louise Clements · Canadá     | Iliya Kovler · Canadá                       |
| Individual feminino detalhes  | Julie Froetscher · França              | Jeon Su-been · Coreia do Sul           | Hannah Dawson · Canadá                      |

## Resultados

### Individual masculino
| Pos.              | Nome             | Nacionalidade  | Pontos | PC         | PL          |
| ----------------- | ---------------- | -------------- | ------ | ---------- | ----------- |
| Medalha de ouro   | Javier Fernández | Espanha        | 279.07 | 101.20 (2) | 177.87 (1)  |
| Medalha de prata  | Yuzuru Hanyu     | Japão          | 268.24 | 112.72 (1) | 155.52 (5)  |
| Medalha de bronze | Keegan Messing   | Canadá         | 248.30 | 86.33 (4)  | 161.97 (3)  |
| 4                 | Misha Ge         | Uzbequistão    | 246.19 | 83.64 (5)  | 162.55 (2)  |
| 5                 | Nam Nguyen       | Canadá         | 245.21 | 88.40 (3)  | 156.81 (4)  |
| 6                 | Ross Miner       | Estados Unidos | 219.96 | 69.84 (8)  | 150.12 (6)  |
| 7                 | Peter Liebers    | Alemanha       | 207.89 | 73.34 (6)  | 134.55 (7)  |
| 8                 | Daisuke Murakami | Japão          | 200.59 | 70.09 (7)  | 130.50 (8)  |
| 9                 | Mark Gorodnitsky | Israel         | 186.02 | 60.52 (10) | 125.50 (9)  |
| 10                | Andrew Dodds     | Austrália      | 164.07 | 62.69 (9)  | 101.38 (10) |
| 11                | Jordan Dodds     | Austrália      | 149.95 | 50.48 (11) | 99.47 (11)  |
| 12                | Harry Mattick    | Reino Unido    | 145.80 | 50.25 (12) | 95.55 (12)  |
| 13                | Meng Ju Lee      | Taipé Chinesa  | 140.32 | 46.34 (13) | 93.98 (14)  |
| 14                | Tim Huber        | Suíça          | 131.56 | 37.27 (14) | 94.29 (13)  |

### Individual feminino
| Pos.              | Nome                 | Nacionalidade  | Pontos | PC         | PL         |
| ----------------- | -------------------- | -------------- | ------ | ---------- | ---------- |
| Medalha de ouro   | Kaetlyn Osmond       | Canadá         | 217.55 | 75.21 (1)  | 142.34 (1) |
| Medalha de prata  | Mai Mihara           | Japão          | 199.02 | 66.18 (2)  | 132.84 (2) |
| Medalha de bronze | Elizabet Tursynbaeva | Cazaquistão    | 181.00 | 56.62 (5)  | 124.38 (3) |
| 4                 | Courtney Hicks       | Estados Unidos | 174.16 | 59.77 (3)  | 114.39 (4) |
| 5                 | Alaine Chartrand     | Canadá         | 162.42 | 55.21 (6)  | 107.21 (6) |
| 6                 | Rin Nitaya           | Japão          | 161.20 | 46.83 (9)  | 114.37 (5) |
| 7                 | Brooklee Han         | Austrália      | 158.81 | 57.65 (4)  | 101.16 (7) |
| 8                 | Maé-Bérénice Méité   | França         | 141.41 | 49.65 (8)  | 91.76 (8)  |
| 9                 | Olivia Shilling      | Estados Unidos | 134.78 | 53.00 (7)  | 81.78 (10) |
| 10                | Chloe Ing            | Singapura      | 130.55 | 44.87 (10) | 42.72 (9)  |
| 11                | Sarah Tamura         | Canadá         | 110.93 | 39.49 (12) | 71.44 (11) |
| 12                | Jang Hyun-su         | Coreia do Sul  | 100.51 | 40.02 (11) | 60.49 (13) |
| 13                | Anastasia Kononenko  | Ucrânia        | 96.24  | 35.82 (13) | 60.42 (14) |
| 14                | Natalie Sangkagalo   | Tailândia      | 91.61  | 30.02 (16) | 61.59 (12) |
| 15                | Michelle Lifshits    | Israel         | 88.24  | 31.65 (15) | 56.59 (15) |
| 16                | Yun Sung-hyun        | Coreia do Sul  | 74.77  | 27.42 (17) | 47.35 (16) |
| WD                | Amanda Stan          | Romênia        | —      | 32.03 (14) | — (WD)     |

### Duplas
| Pos.              | Nome                               | Nacionalidade  | Pontos | PC        | PL         |
| ----------------- | ---------------------------------- | -------------- | ------ | --------- | ---------- |
| Medalha de ouro   | Vanessa James / Morgan Ciprès      | França         | 210.48 | 73.48 (2) | 137.00 (1) |
| Medalha de prata  | Meagan Duhamel / Eric Radford      | Canadá         | 202.98 | 77.14 (1) | 125.84 (3) |
| Medalha de bronze | Julianne Séguin / Charlie Bilodeau | Canadá         | 189.64 | 61.72 (3) | 127.92 (2) |
| 4                 | Marissa Castelli / Mervin Tran     | Estados Unidos | 176.38 | 58.64 (4) | 117.74 (4) |
| 5                 | Kim Kyu-eun / Alex Kam             | Coreia do Sul  | 149.72 | 55.02 (6) | 94.70 (5)  |
| 6                 | Jessica Calalang / Zack Sidhu      | Estados Unidos | 146.86 | 56.22 (5) | 90.64 (6)  |
| 7                 | Paris Stephens / Matthew Dodds     | Austrália      | 85.32  | 28.96 (7) | 56.36 (7)  |

### Dança no gelo
| Pos.              | Nome                                         | Nacionalidade    | Pontos | DC        | DL         |
| ----------------- | -------------------------------------------- | ---------------- | ------ | --------- | ---------- |
| Medalha de ouro   | Tessa Virtue / Scott Moir                    | Canadá           | 195.76 | 79.96 (1) | 115.80 (1) |
| Medalha de prata  | Kaitlyn Weaver / Andrew Poje                 | Canadá           | 173.56 | 69.32 (2) | 104.24 (2) |
| Medalha de bronze | Piper Gilles / Paul Poirier                  | Canadá           | 172.26 | 68.80 (3) | 103.46 (3) |
| 4                 | Olivia Smart / Adrià Díaz                    | Espanha          | 155.56 | 61.68 (5) | 93.88 (4)  |
| 5                 | Lorraine Mcnamara / Quinn Carpenter          | Estados Unidos   | 154.50 | 62.00 (4) | 92.50 (6)  |
| 6                 | Marie-Jade Lauriault / Romain Le Gac         | França           | 149.34 | 58.80 (6) | 90.54 (7)  |
| 7                 | Laurence Fournier Beaudry / Nikolaj Sørensen | Dinamarca        | 147.56 | 54.90 (7) | 92.66 (5)  |
| 8                 | Celia Robledo / Luis Fenero                  | Espanha          | 129.44 | 51.82 (8) | 77.62 (8)  |
| 9                 | Nicole Kuzmichová / Alexandr Sinicyn         | República Tcheca | 121.68 | 49.08 (9) | 72.60 (9)  |

### Júnior

#### Individual masculino júnior
| Pos.              | Nome                      | Nacionalidade | Pontos | PC        | PL         |
| ----------------- | ------------------------- | ------------- | ------ | --------- | ---------- |
| Medalha de ouro   | Eric Liu                  | Canadá        | 176.50 | 58.88 (1) | 117.62 (1) |
| Medalha de prata  | Beresford Louise Clements | Canadá        | 165.24 | 55.18 (2) | 110.06 (2) |
| Medalha de bronze | Iliya Kovler              | Canadá        | 138.62 | 51.66 (3) | 86.96 (3)  |

#### Individual feminino júnior
| Pos.              | Nome                | Nacionalidade | Pontos | PC         | PL         |
| ----------------- | ------------------- | ------------- | ------ | ---------- | ---------- |
| Medalha de ouro   | Julie Froetscher    | França        | 140,41 | 46.19 (3)  | 94.22 (1)  |
| Medalha de prata  | Jeon Su-been        | Coreia do Sul | 137,82 | 47.73 (2)  | 90.09 (2)  |
| Medalha de bronze | Hannah Dawson       | Canadá        | 137,2  | 51.27 (1)  | 85.93 (3)  |
| 4                 | Lissa Anne Mcgaghey | Canadá        | 124,36 | 45.43 (4)  | 78.93 (5)  |
| 5                 | Emma Bulawka        | Canadá        | 120,84 | 39.61 (6)  | 81.23 (4)  |
| 6                 | Maya Gorodnitsky    | Israel        | 119,37 | 44.21 (5)  | 75.16 (6)  |
| 7                 | Lee Si-won          | Coreia do Sul | 110,67 | 39.35 (7)  | 71.32 (7)  |
| 8                 | Anastassiya Khvan   | Cazaquistão   | 90,31  | 37.00 (8)  | 53.31 (9)  |
| 9                 | Phoebe Winser       | Reino Unido   | 82,47  | 25.90 (10) | 56.57 (8)  |
| 10                | Mina Mircetic       | Sérvia        | 77,55  | 28.68 (9)  | 48.87 (10) |

## Quadro de medalhas
| Ordem | País        | Medalha de ouro | Medalha de prata | Medalha de bronze |    | Ordem por total |
| ----- | ----------- | --------------- | ---------------- | ----------------- | -- | --------------- |
| 1     | Canadá      | 2               | 2                | 3                 | 7  | 1               |
| 2     | Espanha     | 1               |                  |                   | 1  | 3               |
| 3     | França      | 1               |                  |                   | 1  | 3               |
| 4     | Japão       |                 | 2                |                   | 2  | 2               |
| 5     | Cazaquistão |                 |                  | 1                 | 1  | 3               |
| TOTAL | TOTAL       | 4               | 4                | 4                 | 12 | —               |

Geral
| Ordem | País          | Medalha de ouro | Medalha de prata | Medalha de bronze |    | Ordem por total |
| ----- | ------------- | --------------- | ---------------- | ----------------- | -- | --------------- |
| 1     | Canadá        | 3               | 3                | 5                 | 11 | 1               |
| 2     | França        | 2               |                  |                   | 2  | 2               |
| 3     | Espanha       | 1               |                  |                   | 1  | 4               |
| 4     | Japão         |                 | 2                |                   | 2  | 2               |
| 5     | Coreia do Sul |                 | 1                |                   | 1  | 4               |
| 6     | Cazaquistão   |                 |                  | 1                 | 1  | 4               |
| TOTAL | TOTAL         | 6               | 6                | 6                 | 18 | —               |